# ФК Вутекс Слога Вуковар
Вутекс Слога је фудбалски клуб из Вуковара. 
Настао је спајањем два вуковарска клуба Вутекса и Слоге након мирне реинтеграције и оснивања фудбалског клуба Вуковар 91
Тренутно се такмичи у 4. Хрватској ногометној лиги.

## Историја
До 1998. године у самом граду Вуковару (без Борова Насеља) постојала су два фудбалска клуба - Вутекс и Слога. Вутекс је био раднички клуб вуковарског текстилног гиганта чије је и име носио, док је Слога била „градски“ клуб. У избеглиштву вуковарски Хрвати су основали ХНК Вуковар '91 и у договору са управом Слоге у прогонству спојили два клуба ради добијања што боље позиције у првенству Хрватске, али је одмах његов статус замрзнут до повратка у Вуковар. За то исто време у Вуковару је Слога наставила са постојањем и постизала је запажене резултате у првенству РСК. Мирном реинтеграцијом Подунавља у Републику Хрватску, десило се да постоје две вуковарске Слоге: Вуковар '91 у којој су играли Хрвати повратници и Слога у којој су играли Срби, што правно гледано није могло опстати. Једино решење је било да се један клуб одрекне тога да буде наследник Слоге. То је урађено тако што је иницијативом хрватских политичара Слога фузионисана са Вутексом у Вутекс-Слогу, а Вуковар '91 је наставио постојати као правни наследник предратне Слоге.

## Успеси клуба
У сезони 2003./04. клуб је постао првак 1. ЖНЛ Вуковарско-сријемске, под водством тренера Зорана Чугаља и директора Јовице Лазића, али услед финансијских проблема није прешао у виши ранг такмичења.

## Турнири
У организацији клуба, сваке се године одржава Меморијални турнир у малом фудбалу „СЛОБОДАН ТИШОВ - ЛУЈО".